# José Eugenio Hernández Sarmiento
José Eugenio "Cheche" Hernández Sarmiento (nascut el 18 de maig de 1956) és exjugador de futbol colombià que jugava com a migcampista. Posteriorment fa d'entrenador de futbol
Hernández va jugar pels equips locals Millonarios i Deportivo Cali, i també va competir al torneig masculí als Jocs Olímpics d'estiu de 1980. Posteriorment va canviar a un càrrec d'entrenador, i anteriorment va ser entrenador de les seleccions estatals de Panamà i la República Dominicana, a més d'entrenar clubs a Costa Rica, Perú  i Equador.